# Ivana Voračková
Ivana Voračková (Praga, 28 agosto 1979) è un'ex cestista ceca.

## Carriera
Con la Rep. Ceca ha disputato i Giochi olimpici di Atene 2004.